# Tahir Elçi

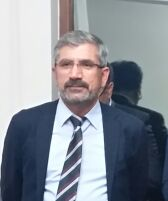
Tahir Elçi

Tahir Elçi (ur. 1966 w Cizre, zm. 28 listopada 2015 w Diyarbakırze) – kurdyjski prawnik, obrońca praw człowieka i przewodniczący izby adwokackiej w Diyarbakırze. Tahir został zastrzelony w dzielnicy Sur w mieście Diyarbakir w południowo-wschodniej Turcji 28 listopada 2015. Został postrzelony w głowę podczas wystąpienia prasowego przy minarecie Meczetu Szejka Matara, gdy głosił o zaprzestanie przemocy.
Elçi był parokrotnie aresztowany i otrzymywał pogróżki po tym, jak powiedział, że Partia Pracujących Kurdystanu (PKK) nie powinna być uznawana za organizację terrorystyczną. W październiku 2015 Elçi został aresztowany przez tureckie władze pod zarzutem rozpowszechniania "propagandy terrorystycznej" w imieniu PKK.

## Kontrowersje wokół śmierci
Oficjalne źródła podały, że Elçi zginął w strzelaninie. Demokratyczna Partia Ludowa (HDP) nazwała atak jednak "planowanym zamachem", co spowodowało protesty w całej Turcji. Brat Elçiego, Ahmet Elçi, powiedział, że jego brat został "zamordowany przez państwo". Rzecznik tureckiego rządu wystosował oświadczenie, że nie wyklucza bezpośredniego zamachu na Elçiego.
Po śmierci Elçiego w Turcji wybuchły protesty antyrządowe, których hasłem było "Nie możecie zabić nas wszystkich".